# Mathias Seger
Mathias Seger (* 17. prosince 1977 ve Flawilu, Švýcarsko) je bývalý švýcarský profesionální hokejový obránce, který odehrál 19 sezón za ZSC Lions.

## Klubová kariéra
Kariéru začínal v klubu EHC Uzwil, nejvyšší švýcarskou ligu začal hrát v roce 1996 za SC Rapperswil-Jona Lakers. Od sezóny 1999/2000 hrál až do konce kariéry v roce 2018 za ZSC Lions v Curychu, kde patřil ke klíčovým hráčům. S týmem vybojoval šestkrát titul mistra Švýcarska (v letech 2000, 2001, 2008, 2012, 2014 a 2018), dvakrát vyhrál Kontinentální pohár (v letech 2001 a 2002) a v roce 2009 Ligu mistrů. Ve stejném roce dosáhl také na Victoria Cup, když Curych porazil Chicago Blackhawks 2:1.

## Reprezentace
Mathias Seger je pravidelným členem švýcarské reprezentace na vrcholných akcích. S výjimkou roku 2007 se účastnil všech mistrovství světa od roku 1998 do roku 2010. Reprezentoval také na olympijských hrách v letech 2002, 2006 a 2010. Je švýcarským rekordmanem v počtu odehraných mezinárodních utkání.

## Klubové statistiky
| Sezona      | Klub                      | Soutěž      | Základní část | Základní část | Základní část | Základní část | Základní část | Play off | Play off | Play off | Play off | Play off |
| Sezona      | Klub                      | Soutěž      | Z             | G             | A             | B             | TM            | Z        | G        | A        | B        | TM       |
| ----------- | ------------------------- | ----------- | ------------- | ------------- | ------------- | ------------- | ------------- | -------- | -------- | -------- | -------- | -------- |
| 1996–97     | SC Rapperswil-Jona Lakers | NLA         | 45            | 0             | 1             | 1             | 32            | 3        | 0        | 0        | 0        | 0        |
| 1997–98     | SC Rapperswil-Jona Lakers | NLA         | 39            | 7             | 7             | 14            | 52            | 7        | 0        | 3        | 3        | 12       |
| 1998–99     | SC Rapperswil-Jona Lakers | NLA         | 42            | 6             | 9             | 15            | 66            | 5        | 0        | 0        | 0        | 14       |
| 1999–00     | ZSC Lions                 | NLA         | 41            | 5             | 15            | 20            | 64            | 15       | 2        | 4        | 6        | 24       |
| 2000–01     | ZSC Lions                 | NLA         | 44            | 4             | 12            | 16            | 40            | 16       | 2        | 4        | 6        | 18       |
| 2001–02     | ZSC Lions                 | NLA         | 29            | 4             | 10            | 14            | 22            | 15       | 0        | 4        | 4        | 20       |
| 2002–03     | ZSC Lions                 | NLA         | 44            | 4             | 10            | 14            | 58            | 12       | 1        | 2        | 3        | 6        |
| 2003–04     | ZSC Lions                 | NLA         | 43            | 3             | 9             | 12            | 56            | 13       | 1        | 3        | 4        | 14       |
| 2004–05     | ZSC Lions                 | NLA         | 25            | 3             | 9             | 12            | 54            | 15       | 2        | 3        | 5        | 28       |
| 2005–06     | ZSC Lions                 | NLA         | 44            | 8             | 19            | 27            | 96            | –        | –        | –        | –        | –        |
| 2006–07     | ZSC Lions                 | NLA         | 44            | 4             | 7             | 11            | 80            | 5        | 0        | 0        | 0        | 6        |
| 2007–08     | ZSC Lions                 | NLA         | 50            | 14            | 12            | 26            | 80            | 17       | 0        | 5        | 5        | 20       |
| 2008–09     | ZSC Lions                 | NLA         | 45            | 3             | 22            | 25            | 80            | 4        | 0        | 0        | 0        | 2        |
| 2008–09     | ZSC Lions                 | CHL         | 4             | 2             | 1             | 3             | 0             | 4        | 2        | 0        | 2        | 10       |
| 2009–10     | ZSC Lions                 | NLA         | 47            | 8             | 43            | 51            | 80            | 0        | 0        | 0        | 0        | 0        |
| 2010–11     | ZSC Lions                 | NLA         | 48            | 5             | 17            | 22            | 102           | 5        | 1        | 1        | 2        | 4        |
| 2011–12     | ZSC Lions                 | NLA         | 43            | 4             | 17            | 21            | 30            | 14       | 2        | 4        | 6        | 4        |
| 2012–13     | ZSC Lions                 | NLA         | 50            | 9             | 23            | 32            | 50            | 12       | 0        | 10       | 10       | 18       |
| NLA celkově | NLA celkově               | NLA celkově | 723           | 91            | 242           | 333           | 1042          | 165      | 13       | 48       | 61       | 198      |